# Albemarle Street
Albemarle Street est une rue de la ville de Londres. Elle est située dans la cité de Westminster, dans le quartier de Mayfair.

## Situation et accès
Albermale Street s'étend de Piccadilly à Grafton Street et croise Stafford Street. Approximativement orientée nord-sud, elle est longue d’environ 300 m. Elle est à sens unique, en direction de Grafton Street.
La station de métro la plus proche, côté sud, est Green Park, où circulent les trains des lignes  Jubilee  Piccadilly  Victoria.

## Origine du nom

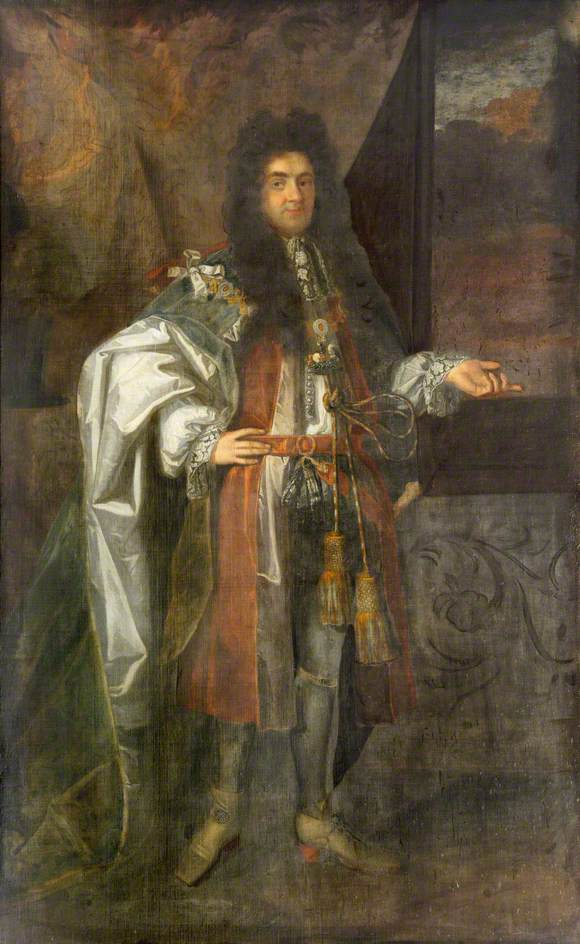
Christopher Monck, 2e duc d’Albemarle.

La rue doit son nom au 2e duc d’Albemarle (1653-1688).

## Historique

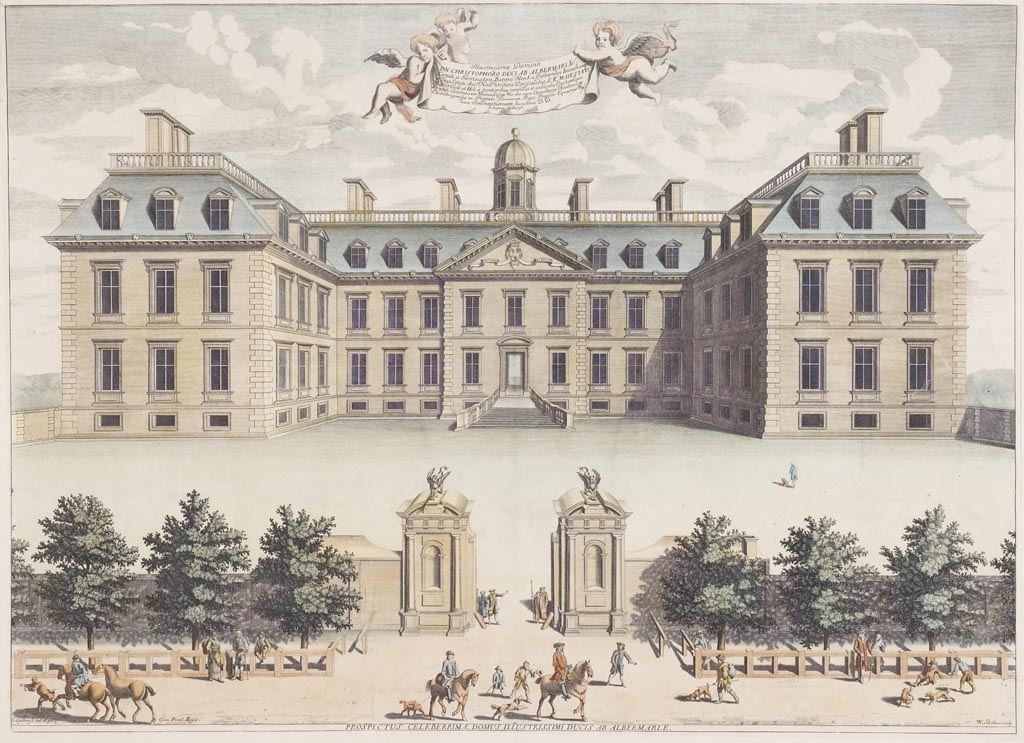
Clarendon House, vers 1680.

En 1675, Christopher Monck, le 2e duc d’Albemarle, achète la résidence d’un aristocrate, Clarendon House, à laquelle il donne rapidement son nom avant de la revendre, quelques années plus tard, à un consortium de financiers dirigé par Thomas Bond (dont Bond Street évoque la mémoire). La résidence est alors détruite et remplacée par divers aménagements modernes, dont Albemarle Street.

## Bâtiments remarquables et lieux de mémoire

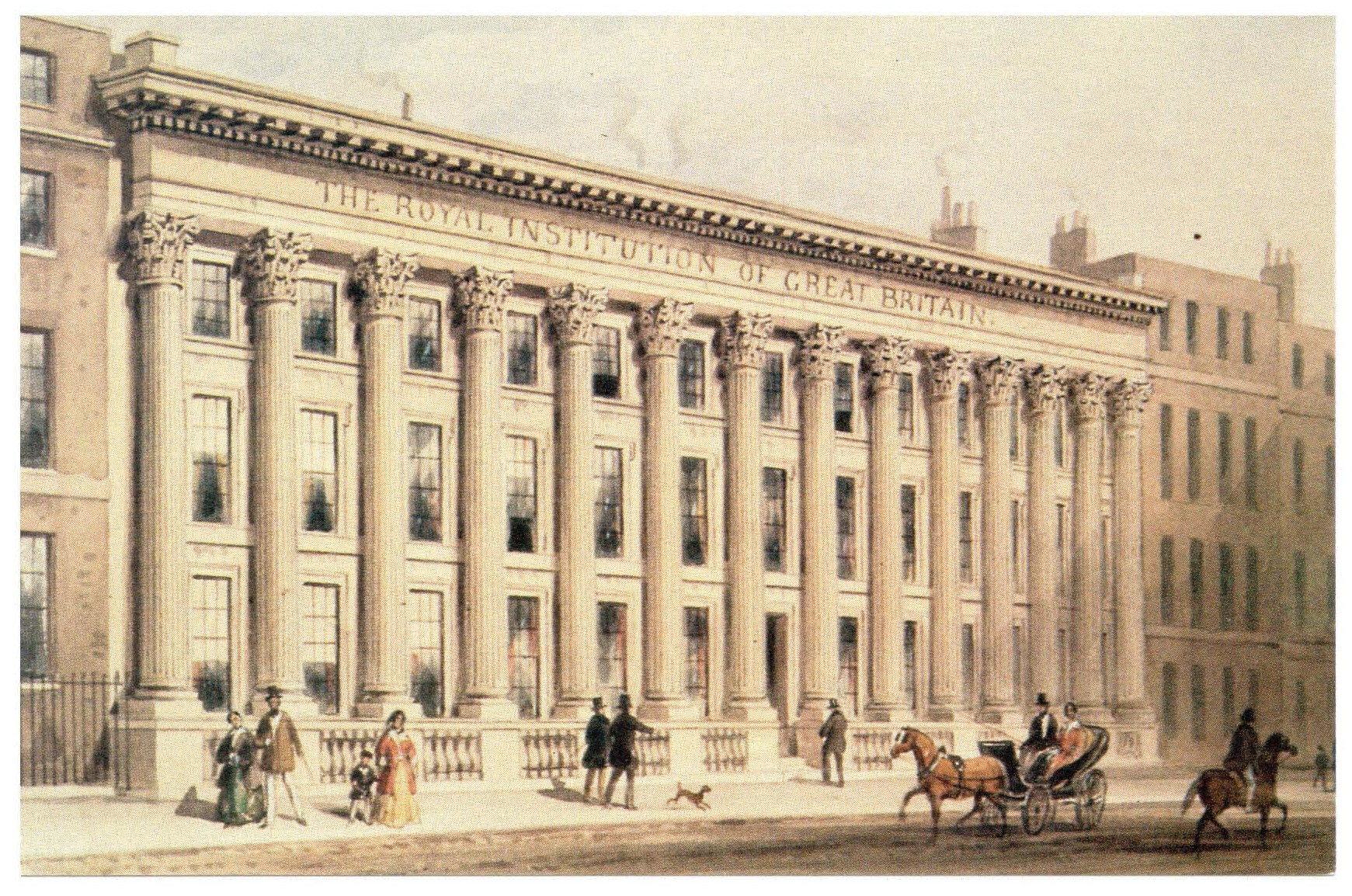
The Royal Institution of Great Britain, vers 1838.

La rue est connue pour ses nombreuses galeries d’art.
- No 7 : en 1803, le Français Alexandre Grillion ouvre un des premiers hôtels de luxe de Grande-Bretagne à cette adresse ; le roi Louis XVIII, alors en exil, y passe trois nuits avant son retour en France en 1814[3] ;
- No 12 :  Royal Arcade.
- No 16 : en 2021, le chef français Cyril Lignac ouvre un restaurant, le Bar des prés, à cette adresse[4].
- No 21 : immeuble de la société scientifique Royal Institution of Great Britain, monument historique classé de Grade I ;
- No 33 : Brown's Hotel, hôtel de luxe ayant ouvert ses portes en 1837[5] ;
- No 45-46 : immeuble de bureaux construit dans les années 1953-1958 par Ernő Goldfinger, ancien élève de l’architecte français Auguste Perret[6].